# Sinocyclocheilus tianlinensis
Sinocyclocheilus tianlinensis är en fiskart som beskrevs av Zhou, Zhang och He 2004. Sinocyclocheilus tianlinensis ingår i släktet Sinocyclocheilus och familjen karpfiskar. Inga underarter finns listade i Catalogue of Life.